# 馬頭圍道唐樓倒塌事件
22°18′41″N 114°11′16″E / 22.311473°N 114.187702°E
馬頭圍道唐樓倒塌事件，是指於2010年1月29日發生在香港九龍紅磡鶴園馬頭圍道45J號唐樓的倒塌事件。該住宅樓宇疑受地舖裝修影響主力牆結構，由地面層開始坍塌，繼而將樓上4層逐一扯下，事發後瓦礫堆積達兩層樓高，通往天台的梯間斷裂，與45J並排相連的45H座亦損毀嚴重，牆身出現2個大洞，磚頭、鋼筋外露。事件造成4人死亡、2人受傷。

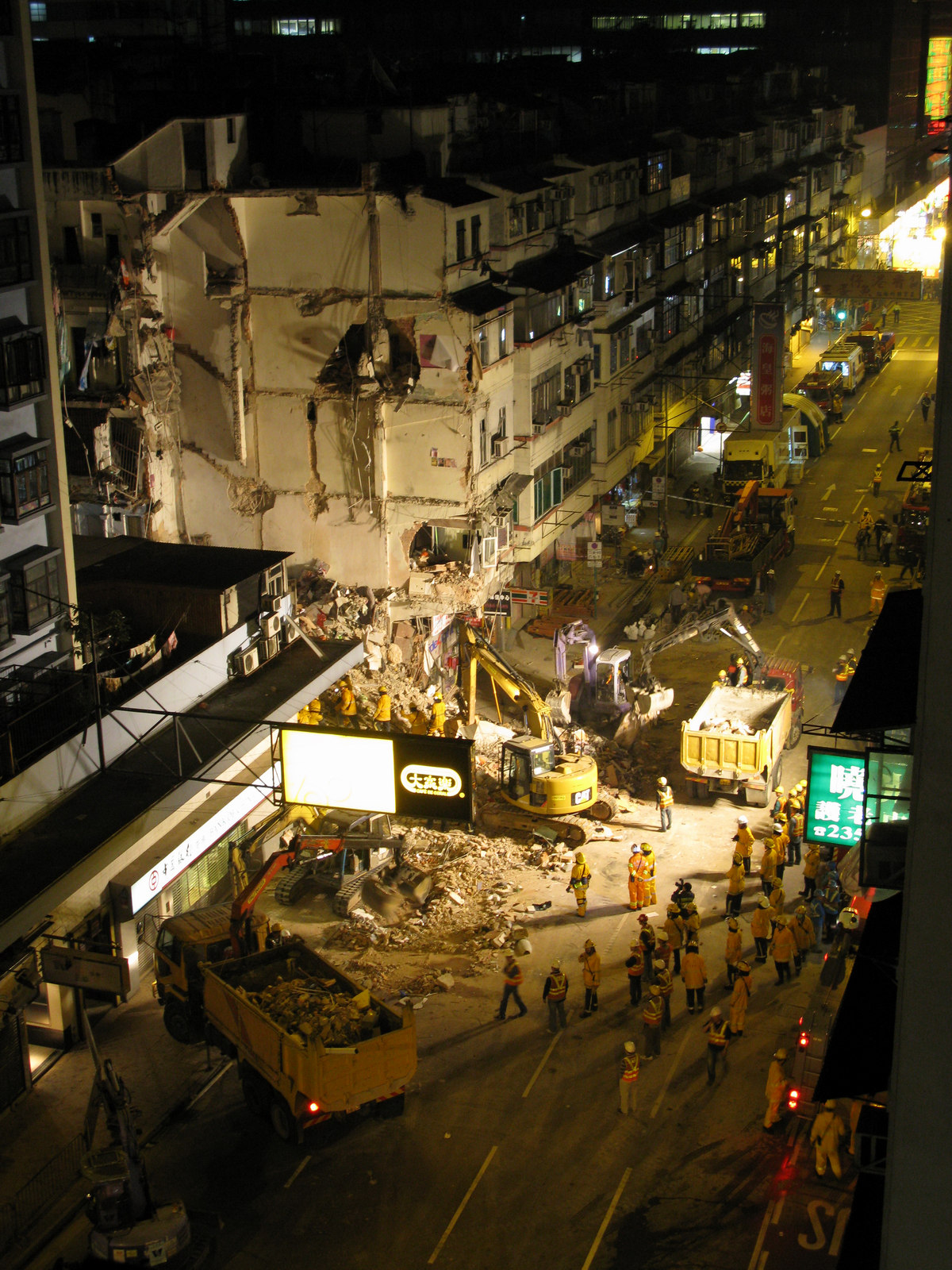
由高處俯瞰馬頭圍道唐樓倒塌事故現場

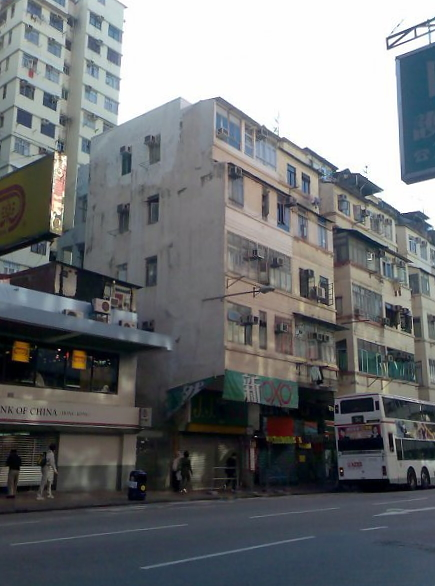
塌樓前的馬頭圍道45J號唐樓（2008年11月），地舖掛上「新OXO」帆布的一幢樓宇為45J座範圍，另相連的一幢屬45H座

## 建築結構
馬頭圍道唐樓43A號起至45J（沒有45I），合共18幢，多屬一梯兩伙（雙邊樓），每幢樓5層高，於1955年9月落成，單位實用面積介乎588至628平方呎。 事發45J唐樓則屬一梯一伙（單邊樓），業主為「喜事佳有限公司」，大股東為一位名叫翟愛聯的女士。 1991年5月，業主以650萬元購入馬頭圍道45J整幢唐樓業權，多年來將唐樓單位放租，有人將單位改成多個單位分租，每戶設有獨立廁所及廚房，而挖牆及鋪設地板水管工程則使得樓宇間隔面目全非。租客包括一樓一鳳、南亞裔及中國新移民。
《明報》發現45號9幢唐樓合共45單位，至今58%由私人公司名義擁有，有業主更擁有當中1至2幢全幢業權，但是一直沒有理會屋宇署近年多份僭建物清拆令。

## 倒塌前行動
屋宇署曾在2004年發出修葺令，當時業主已按要求完成有關維修工程。到了2010年1月，署方再度檢驗樓宇，發現不少地方需要修葺，因此於1月13日向業主發出修葺令，飭令維修外牆及公用地方的已破損及剝落的混凝土及批盪，業主最遲需於2010年7月完成維修工作。不過據土地註冊處資料顯示，該唐樓於2009年6月曾遭屋宇署發修葺令，要求清拆天井僭建物、舖面僭建物等三項違例建築。

## 倒塌經過
2010年1月29日下午，在唐樓倒塌前15分鐘，裝修工人於大廈地下清拆僭建物時，懷疑誤毀主力牆，破壞大廈結構，外牆天花及混凝土剝落，5名工人慌忙逃生，並衝出外面大喊。在倒塌唐樓對面經營金舖的許先生稱「在塌樓前15分鐘，已有工人衝出大叫『冧樓喇！走呀！』（「樓宇要倒塌了！快跑！」），但當時樓宇看上去沒問題，無人信係真（沒有人相信是真的）。」
下午1時43分，999報案中心接獲一名乘巴士途經現場的乘客報案，表示看到有一名女子受困於大廈2樓。該名女子驚慌失措地呼救，一度企圖從樓上跳下，不過最終該名女子因恐懼而不敢跳出。 另一方面，香港消防處隨即派消防車到現場處理「有石屎從高處墮下」事件，正當消防員下車時，唐樓立即倒塌，該幢六層高的舊樓，樓宇從底部先塌陷，最終有四層半個樓面建築突然倒塌，過程只有短短十多秒，消防車亦緊急後退。大量瓦礫和家具雜物覆蓋行人路，佔地達100呎乘40呎，厚近兩層樓高。

## 逃生過程

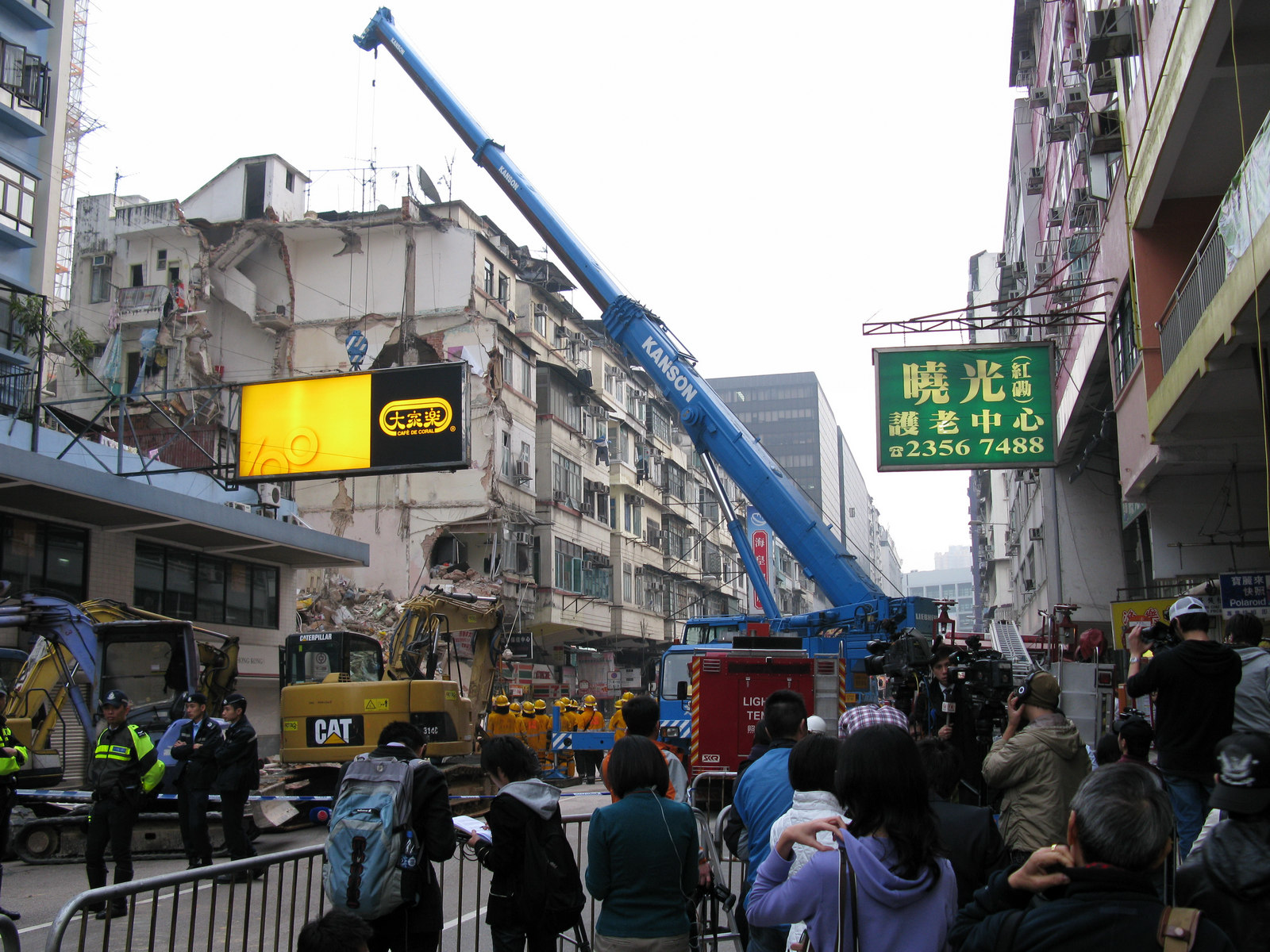
事故當天，消防員利用大型吊機來吊起瓦礫；眾多傳媒在現場採訪。

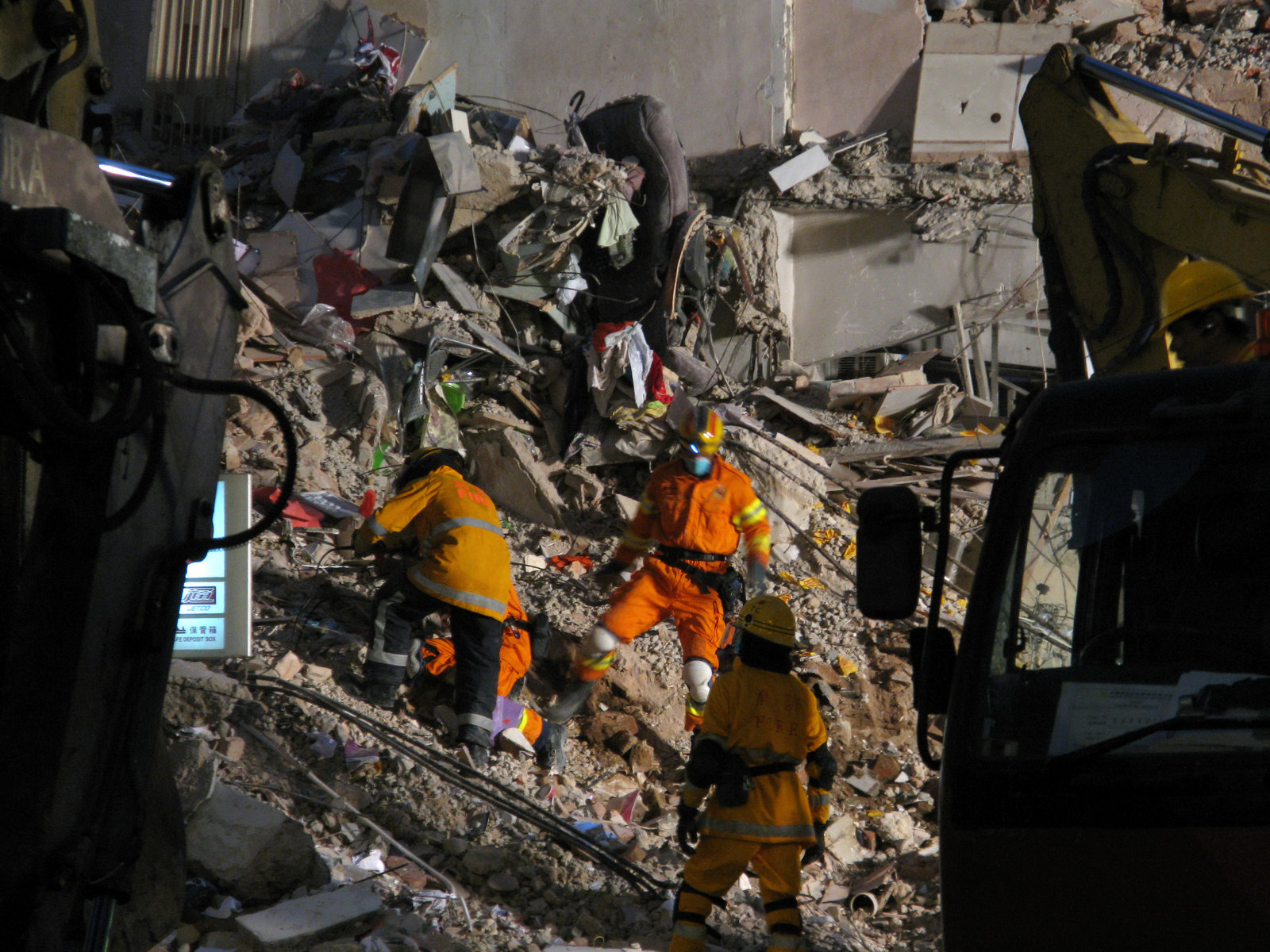
事故當晚，分區消防人員協助坍塌搜救專隊進行坍塌搜索及拯救任務。

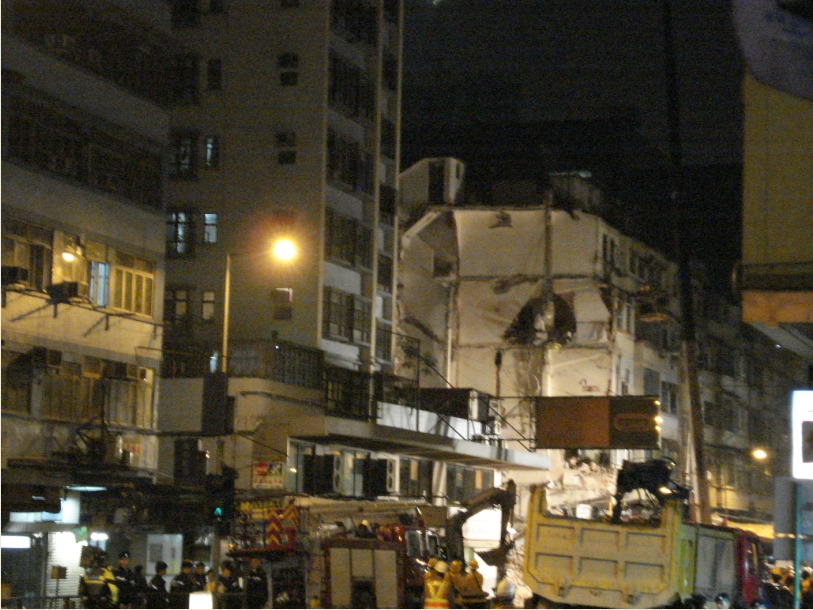
事故當天入夜後人員繼續搜救任務。

- 一名住在45J號唐樓的青年 - 於5樓B室任職冷氣技工的彭功諾（26歲），原本已自行逃生，但為了通知鄰居獨居老婦 - 住在5樓D室的湯多才逃離及等候其拿取錢包與身分證件，因而錯失逃生黃金時機；在兩人準備下樓離開前，樓梯瞬間斷裂，於是兩人同困於45號J唐樓尚未倒塌的5樓部份好幾個小時，最後由消防員架起升降臺救下脫險。[10][11]

- 在救援開始時，消防員為了盡快救出受困居民，冒險進入倒塌現場旁45H樓宇，逐層搜索以確認無人受困。當時消防員企圖以工具破牆和撞開鐵門，救出一對受困高樓層的男女住客，惟無法破門，只好立即改為啟用消防車升降臺救人，期間，兩組人員同樣身陷險境。[12]
- 住在45H號唐樓的64歲印度老翁，於隔壁45J唐樓倒塌時正在家裡睡覺，一名警員用腳踢開大門，在言語溝通困難下，該名警員二話不說，抓住老翁的手帶其逃離現場。[13]

- 事故大廈4樓一頭3歲大雌性寵物犬「Elmo」在事發前表現異常，走到房內向女戶主狂吠，正在廳中的男戶主陳先生察覺有異，發現牆身及天花出現一條長長的裂痕，並有批盪不斷落下，於是其兩次跑到樓下地舖找裝修工人，第一次未尋獲；第二次遇到剛吃完午餐回來的工人，但工人表示有危險，拒絕上樓檢查。陳先生發現外牆出現磚塊剝落，跑上4樓家中帶著女友與愛犬逃離唐樓，當他們快跑到對街時，唐樓隨即倒塌，捲起大量煙塵。[14]

## 救援進度
由於事態嚴重，附近大廈的居民於事發後全部疏散，而店舖亦需要暫停營業。香港消防處派遣了100名特種救援隊及坍塌搜救專隊人員到場，出動大型挖泥機及徒手方式挖掘搜索，於下午2時許救出3男2女，全數送醫治療，其中一名約40歲女子傷重不治，一名56歲男性路人傷患經治療後出院，另一名路人為一名79歲老翁，其則是留院治療，情況穩定。
下午3時18分，時任行政長官曾蔭權、發展局局長林鄭月娥與保安局局長李少光到達馬頭圍道的唐樓倒塌現場視察救援工作，消防員隨即上前向曾蔭權講述情況。
另一方面，消防人員在整個下午利用生命探測器在瓦礫的頂部位置搜尋，沒有發現任何生命跡象，因此在傍晚開始改為使用重型機器進行挖掘。然而，由於現場狹窄，消防人員只能夠徒手及用吊機吊走瓦礫。然而隔壁的45G及H號唐樓結構上有危險，隨時可能再倒塌，消防人員需要先鞏固大廈，方才可以繼續進行搜索及拯救任務，過程需時大約兩小時。
晚上7時5分，消防人員在瓦礫中尋獲一名41歲男子，為早前的4名失蹤者之一，當場確認死亡；一小時後現場疑似再度發現失蹤者，消防人員亦再次改為人手挖掘。晚上10時40分，消防人員尋獲第3名死者，為一名20歲青年。
30日早上6時45分，在瓦礫中尋獲一名女子，是早前的失蹤者之一，相信是在該處工作的妓女，當場確認死亡，後來被移放至臨時停屍間。
31日早上，倒塌大樓旁邊的E座及F座，以及49號的寶怡大廈地下及1字樓接近倒塌現場的一個商舖、2-5樓接近倒塌現場的各一個單位，屋宇署對其決定申請暫時封閉令，封鎖約半個月，直至有關鞏固工程完成為止。至於A、B、C及D座，則暫時毋須封閉。工程人員繼續加固工程，出動搖控拆卸機器人清理現場留下的碎石。

### 當時情況

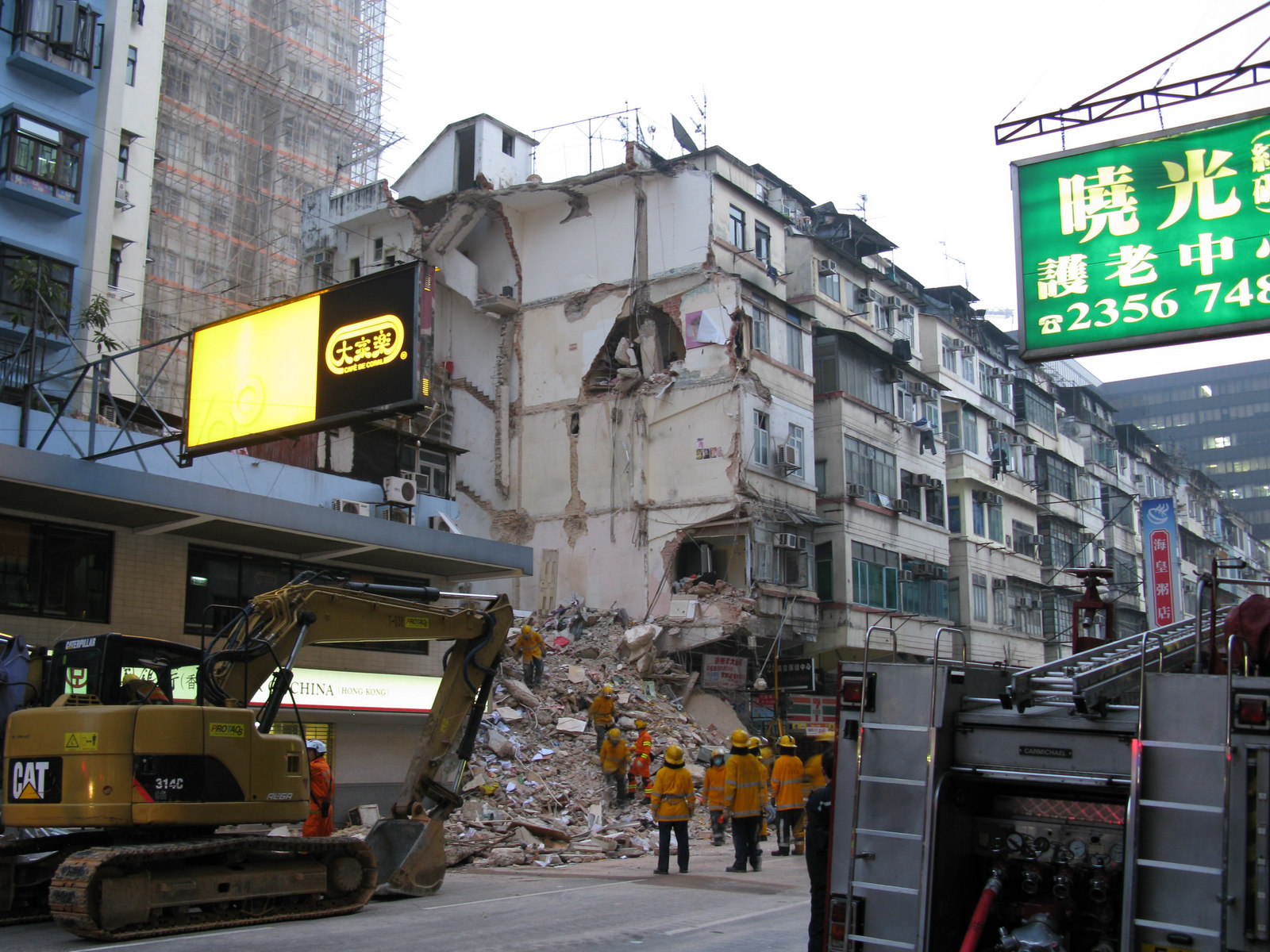
45J號唐樓倒塌後，旁邊的45H唐樓被撞出兩個大洞。
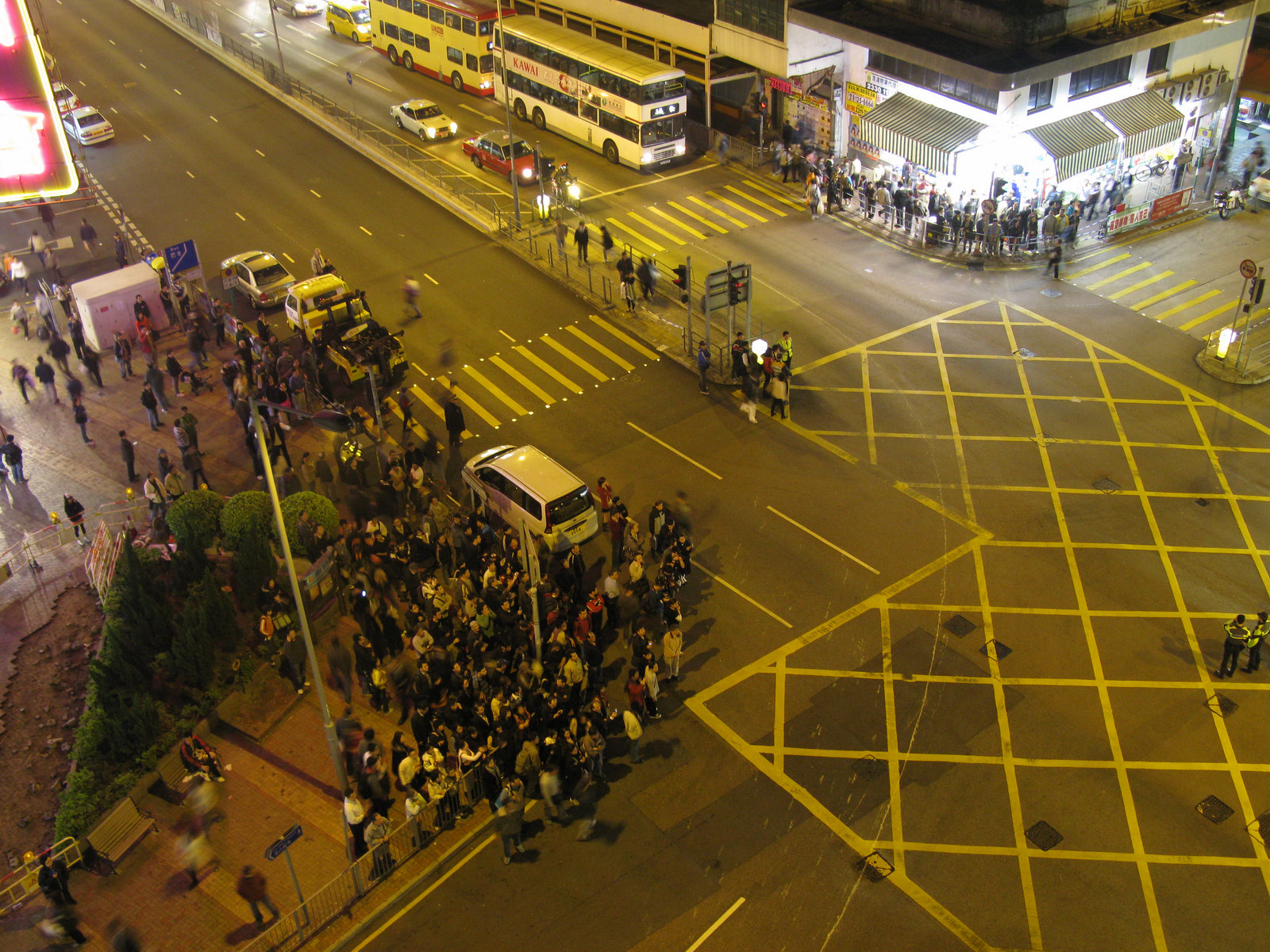
馬頭圍道庇利街路口聚集不少圍觀市民。
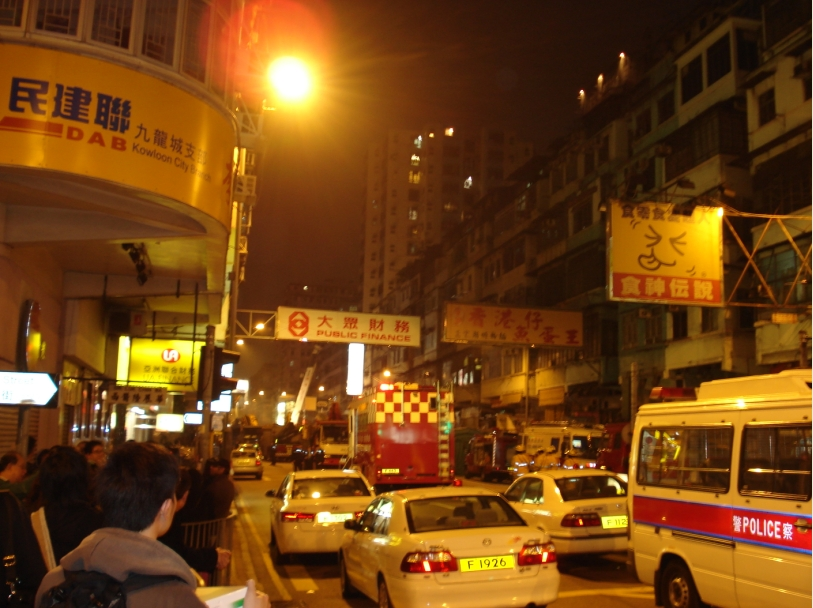
馬頭圍道塌樓事故，封鎖行車線。
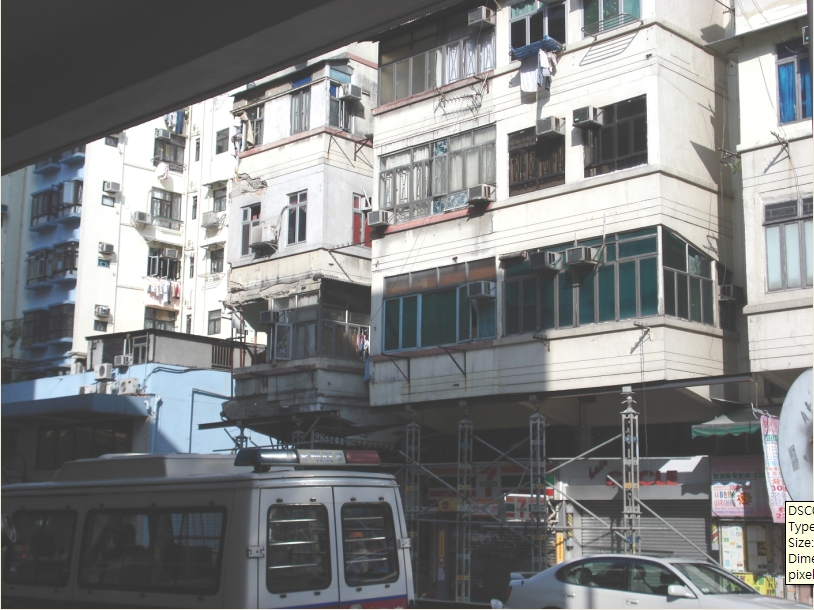
近觀馬頭圍道塌樓損毀在旁樓宇。攝於2010年1月31日。

## 跟進工作

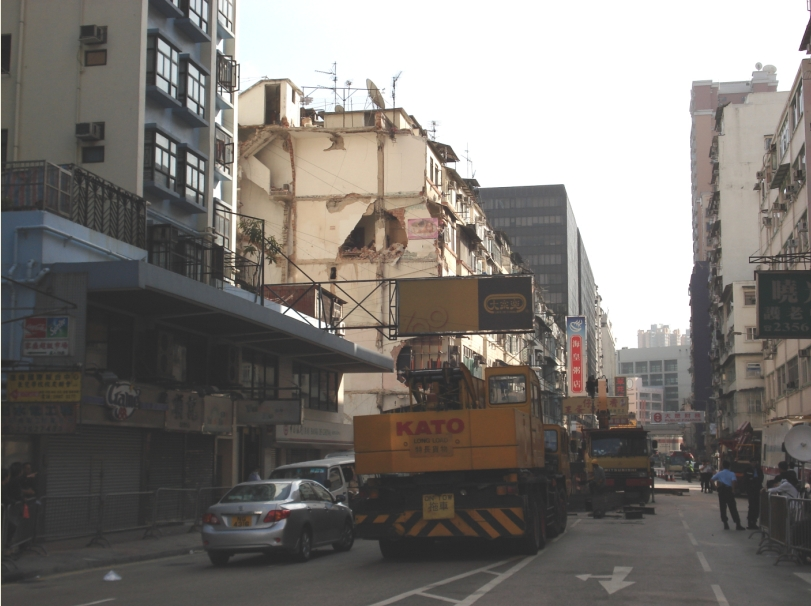
事故之後兩天，善後工作日以繼夜；在塌樓附近進行樓宇加固。

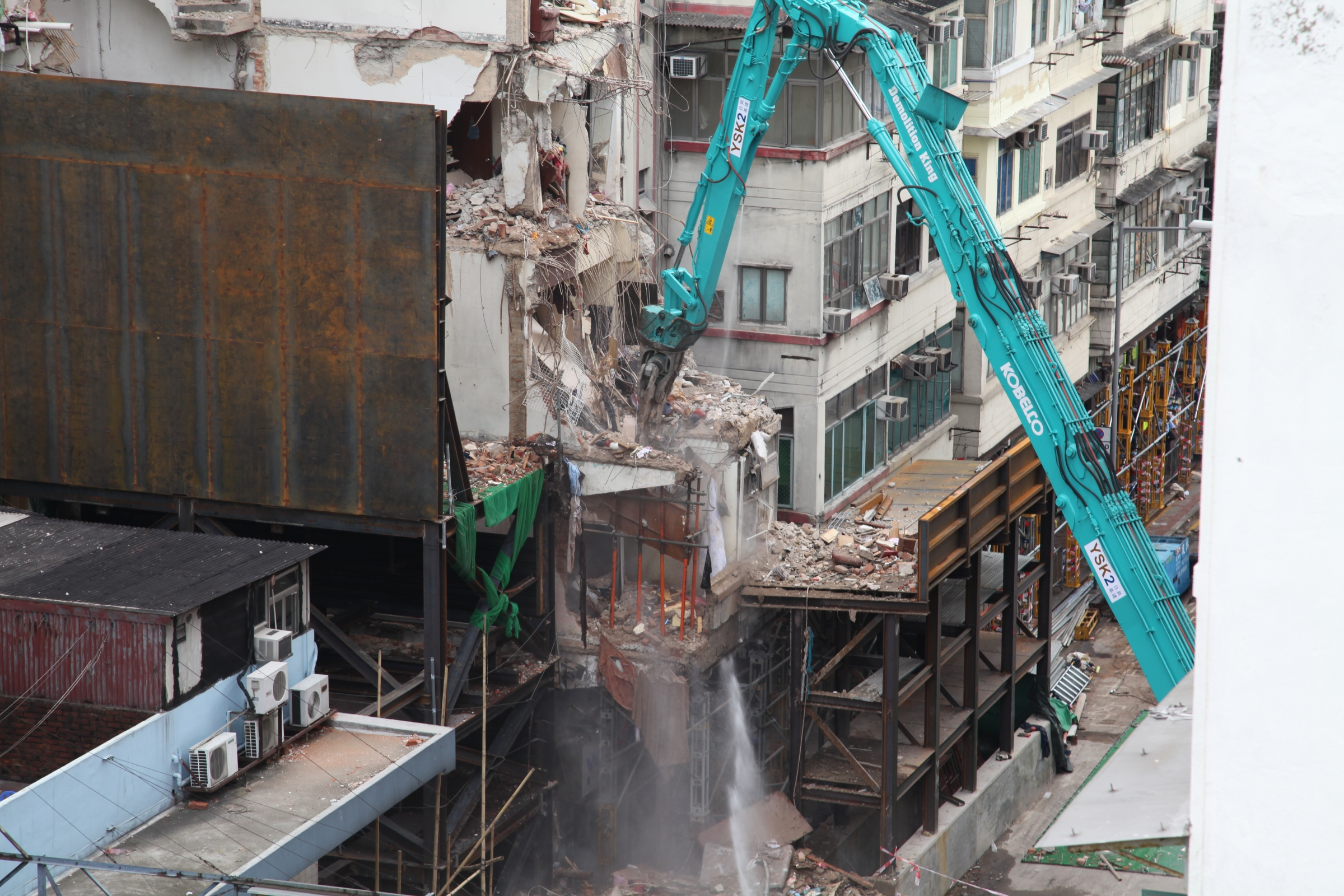
政府承辦商利用大型機械為45H唐樓清除鬆脫的部分及面向馬頭圍道的部分，圖為2月11日情況。

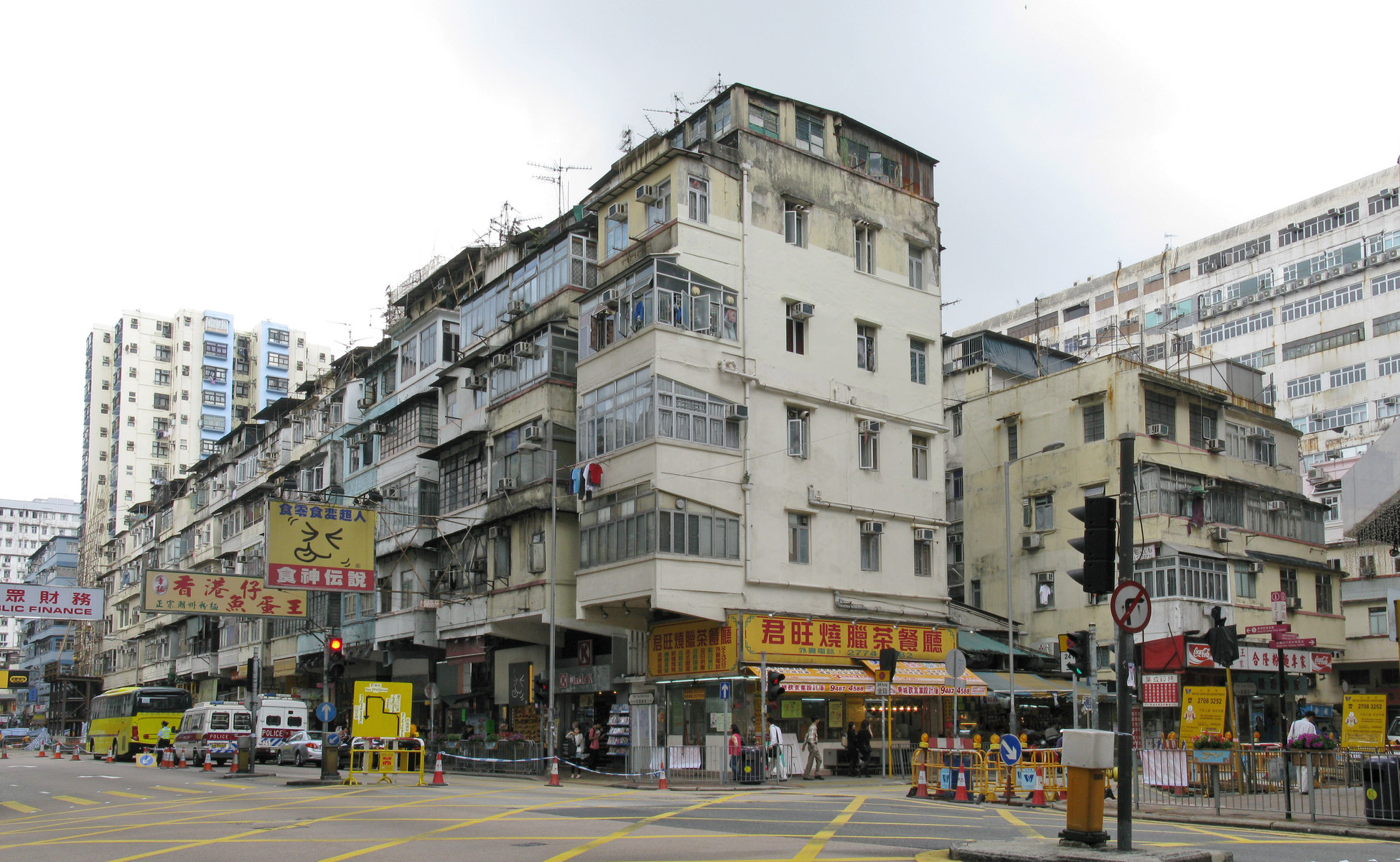
市區重建局收購重建馬頭圍道倒塌事故一帶樓宇，並發展成為煥然懿居。

經確認已無人受困後，消防員改以重型機器進行清理，而有關個案則自消防處移交香港警務處西九龍重案組和死因裁判法庭審理。直至1月30日下午，並未找到5名清拆僭建物的裝修工人。同日晚上7時，屋宇署運來工字鐵及鐵架等，開始為倒塌現場旁邊的45號進行加固工程。至於相鄰的45G及H號唐樓立即被封鎖，禁止任何人士進入，但其餘同結構及同齡的唐樓卻並未被封閉，1月31日已有10多戶返回居所，唐樓地面的粥店、時裝店及茶餐廳等依然照常營業，惟人流稀少。
1月31日，西九龍總區重案組聯繫了涉事唐樓地舖的裝修工頭，了解工程期間是否有出現人為過失。
2月2日，警隊西九龍重案組聯同警察機動部隊和警察搜查隊，在崇安街擺放倒塌大樓瓦礫的空地挖掘蒐證，尋找住戶的證件及貴重物品，總共尋獲600多件珍貴或具紀念價值的物品，交還予物主。
2月10日，鞏固工程大致完成，拆除45H最危險的部分。
2月12日下午1時，屋宇署解封49號寶怡大廈地下及1字樓接近倒塌現場的一個商舖、2-5樓接近倒塌現場的各一個單位，讓有關居民返回居所度過農曆新年。
2月24日，財政司司長曾俊華在財政預算案中公布，批准市區重建局將這個項目納入本財政年度的周年業務計劃內。市區重建局表示會收購重建馬頭圍道43至45J號及隔鄰的鶴園街6至8號及春田街1至23號單數樓宇。估計整個重建項目的收購及重置成本約為14億4700萬港元，預計項目會有7億元的虧損。

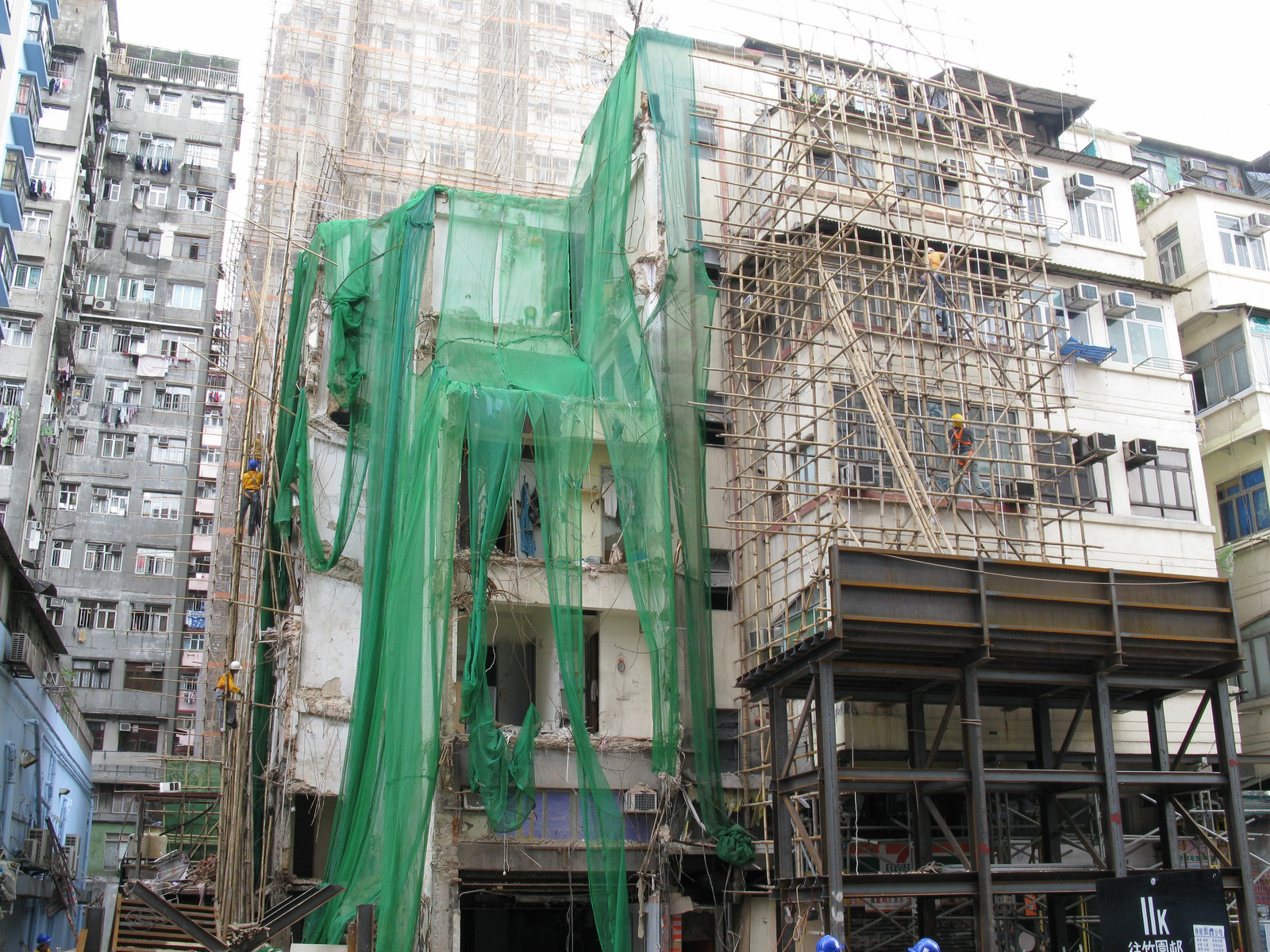
倒塌事故後一個月，準備清拆的馬頭圍道45H（左）及45G（右）。
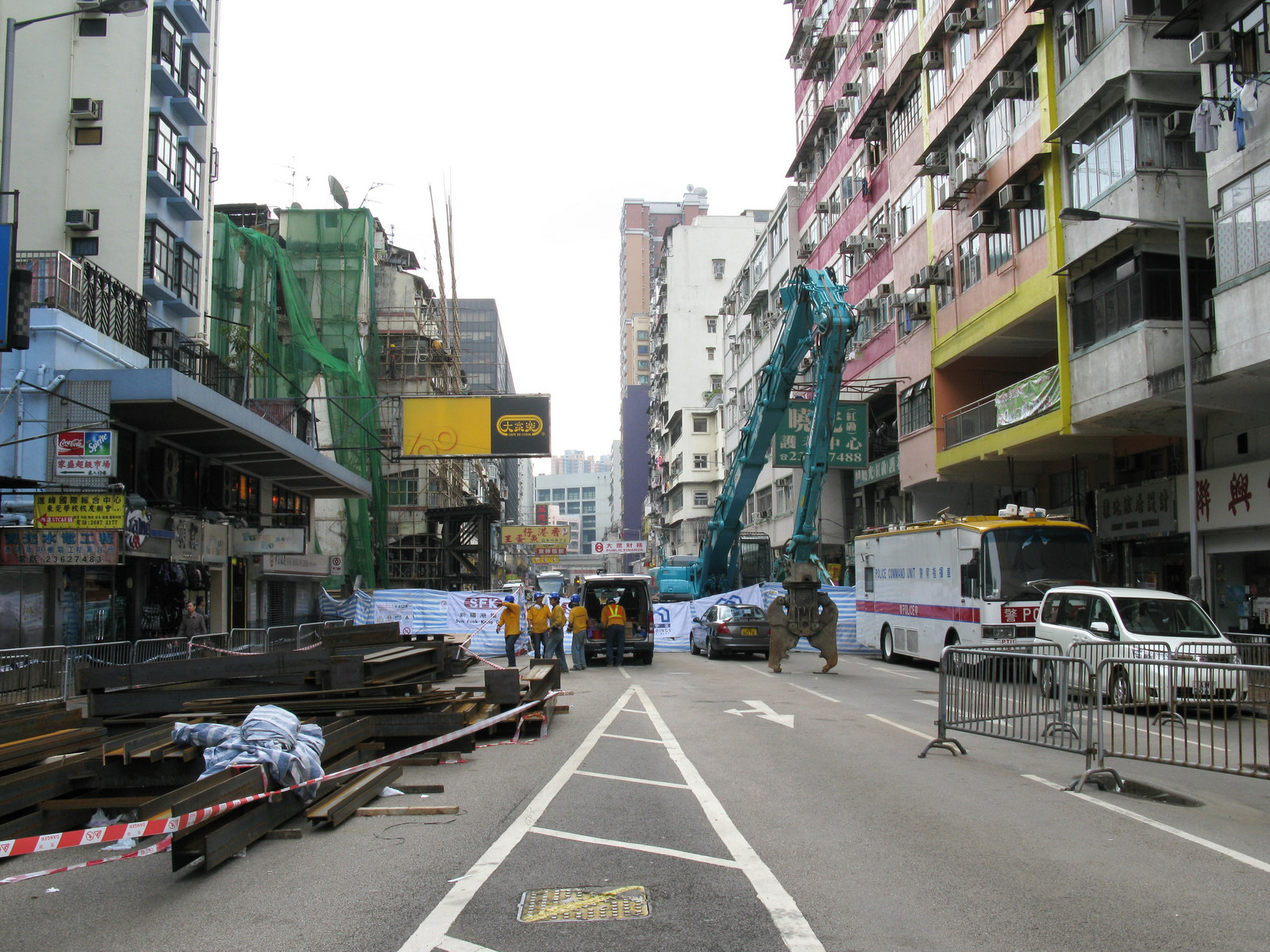
倒塌事故後一個月，馬頭圍道（近庇利街一帶）仍然封閉，當局出動大型機器準備清拆行動。
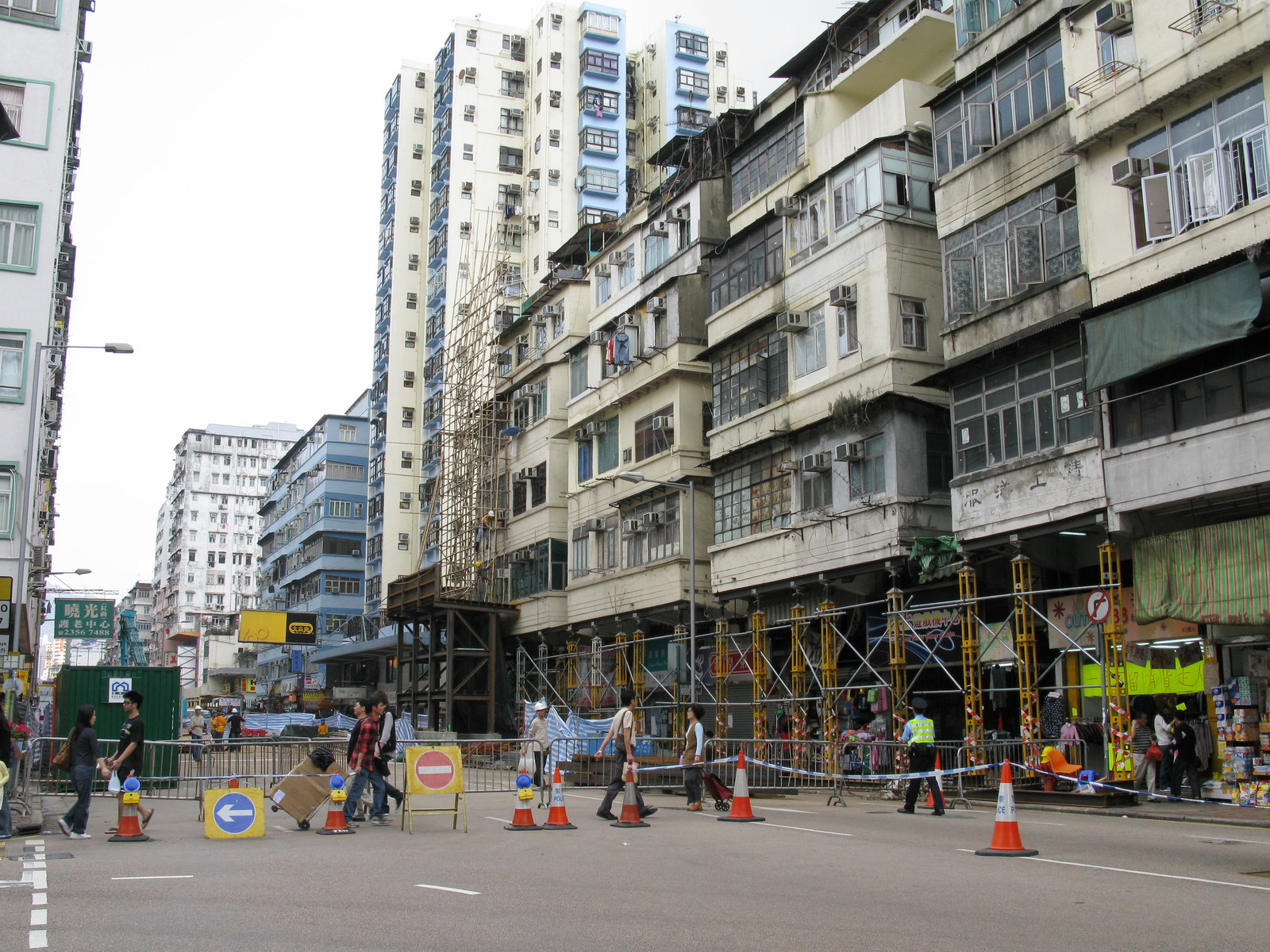
倒塌事故後一個月，馬頭圍道（近北拱街一帶）仍然封閉，鄰近未有結構問題的唐樓以臨時支架支撐，鞏固結構。
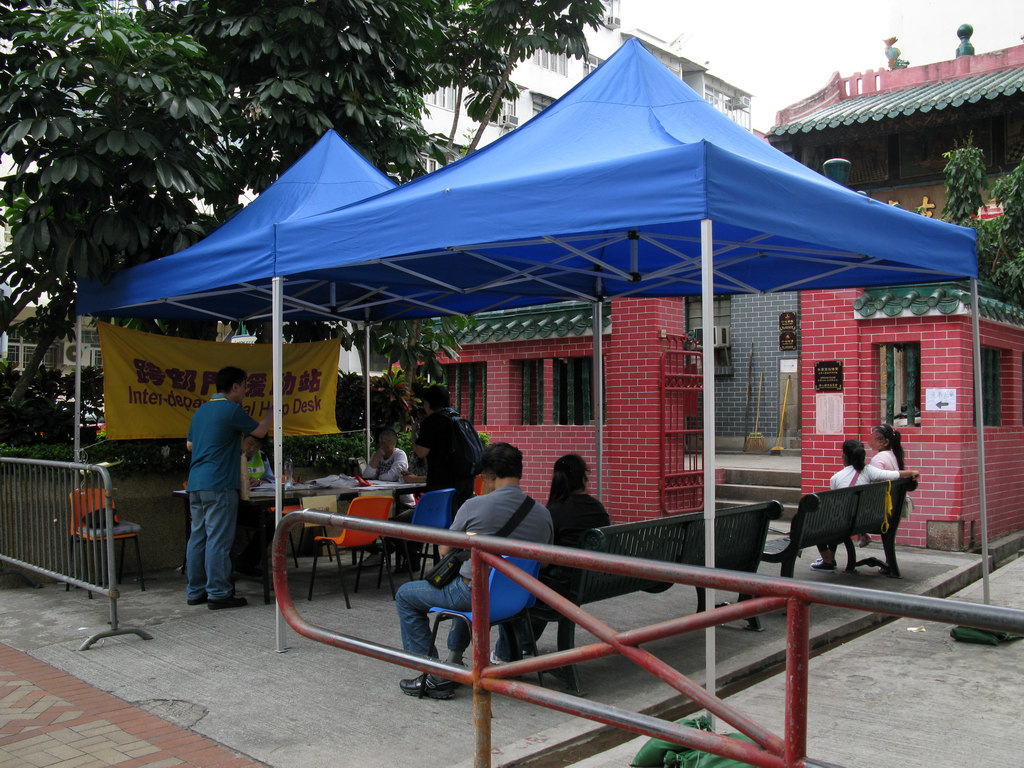
當局在現場設立跨部門援助站，協助有需要的居民。

## 建築物倒塌後情況

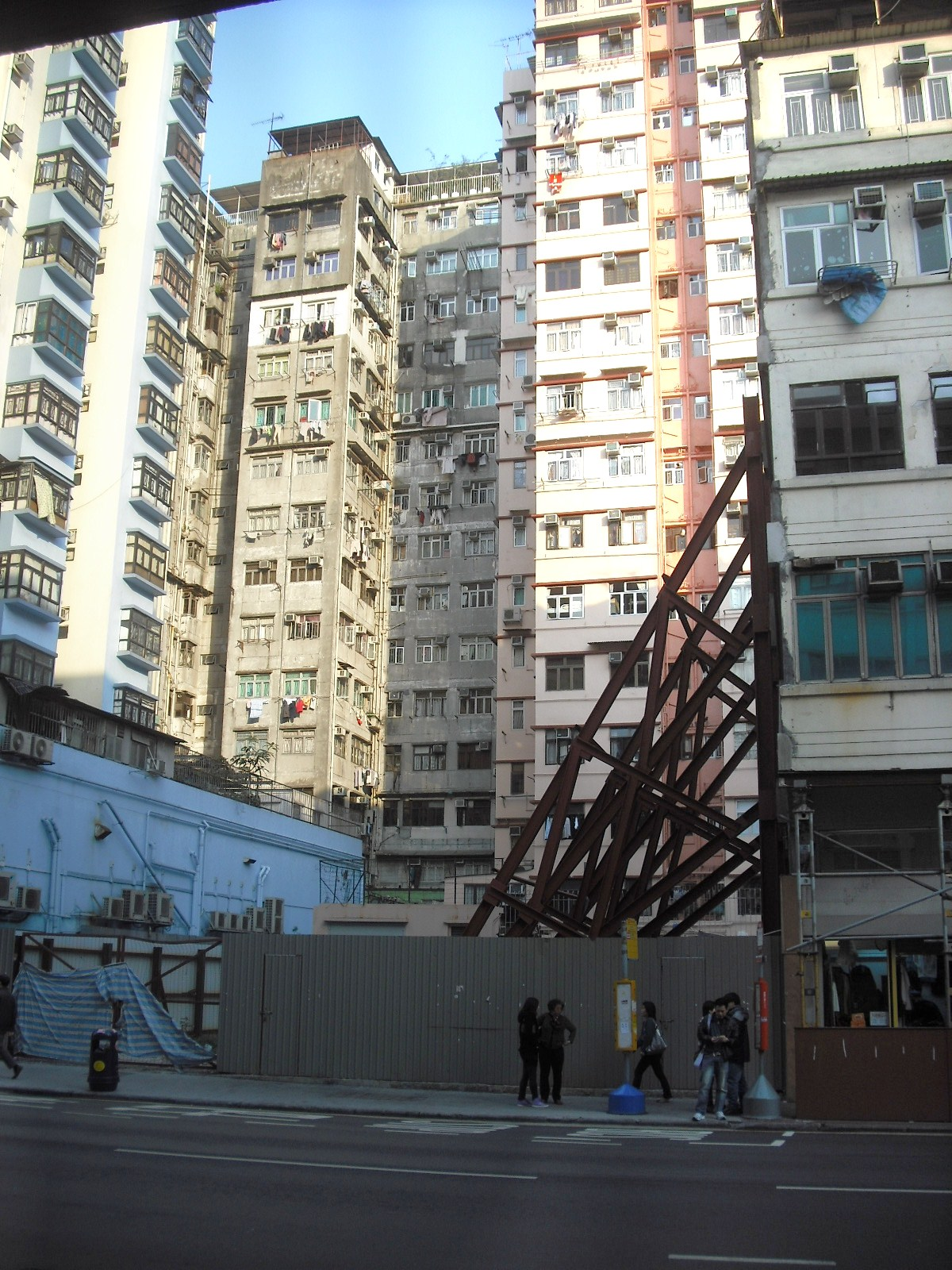
馬頭圍道唐樓倒塌現場遺址，攝於2011年元旦

| 唐樓街號           | 45J                                        | 45H                                        | 45G                                        | 45F                                        | 45E                                        | 45D                                        | 45C                                        | 45B                                        | 45A                                        |
| ------------------ | ------------------------------------------ | ------------------------------------------ | ------------------------------------------ | ------------------------------------------ | ------------------------------------------ | ------------------------------------------ | ------------------------------------------ | ------------------------------------------ | ------------------------------------------ |
| 倒塌後情況         | 完全倒塌                                   | 受損，有結構危險                           | 受損，有結構危險                           | 安全                                       | 安全                                       | 安全                                       | 安全                                       | AB之間出現裂縫                             | AB之間出現裂縫                             |
| 事後居民情況       | 4人死亡，2人獲救，其他安全                 | 無傷亡，由消防員及警員疏散及救出           | 無傷亡                                     | 無傷亡                                     | 無傷亡                                     | 無傷亡                                     | 無傷亡                                     | 無傷亡                                     | 無傷亡                                     |
| 事後建築物短期處理 | 清理瓦礫                                   | 封閉，清拆危險部分， 其後進行加固          | 封閉， 其後進行加固工程                    | 不受影響                                   | 不受影響                                   | 短暫封閉，及後解封                         | 短暫封閉，及後解封                         | 短暫封閉，及後解封                         | 短暫封閉，及後解封                         |
| 事後建築物長期處理 | 原建築全部拆除，之後於原址重建（煥然懿居） | 原建築全部拆除，之後於原址重建（煥然懿居） | 原建築全部拆除，之後於原址重建（煥然懿居） | 原建築全部拆除，之後於原址重建（煥然懿居） | 原建築全部拆除，之後於原址重建（煥然懿居） | 原建築全部拆除，之後於原址重建（煥然懿居） | 原建築全部拆除，之後於原址重建（煥然懿居） | 原建築全部拆除，之後於原址重建（煥然懿居） | 原建築全部拆除，之後於原址重建（煥然懿居） |

註：此建築物無I號

## 倒塌原因
屋宇署在唐樓倒塌後兩個多月，於4月26日發表調查報告，指出有外力破壞C13支柱，導致其他支柱無法負擔樓房的重量而倒塌，至於受到什麼外力破壞，則需要在建築材料測試和科學鑑定完成後才能提出解釋。
2011年8月，死因庭展開研訊。

## 死者名單
事件發生時4名死者皆身在45J號唐樓。
| 姓名   | 年齡 | 性別 | 職業                               | 身處單位 | 被挖出日期（時間） |
| ------ | ---- | ---- | ---------------------------------- | -------- | ------------------ |
| 盧建華 | 46歲 | 女   | 無業                               | 2樓A室   | 1月29日（14:51）   |
| 蔡道強 | 40歲 | 男   | 視光師                             | 3樓B室   | 1月29日（19:12）   |
| 童慶濤 | 20歲 | 男   | 中七自修生，前天主教新民書院預科生 | 2樓B室   | 1月29日（22:40）   |
| 李群珍 | 41歲 | 女   | 性工作者                           | 3樓C室   | 1月30日（06:41）   |

## 事後反應

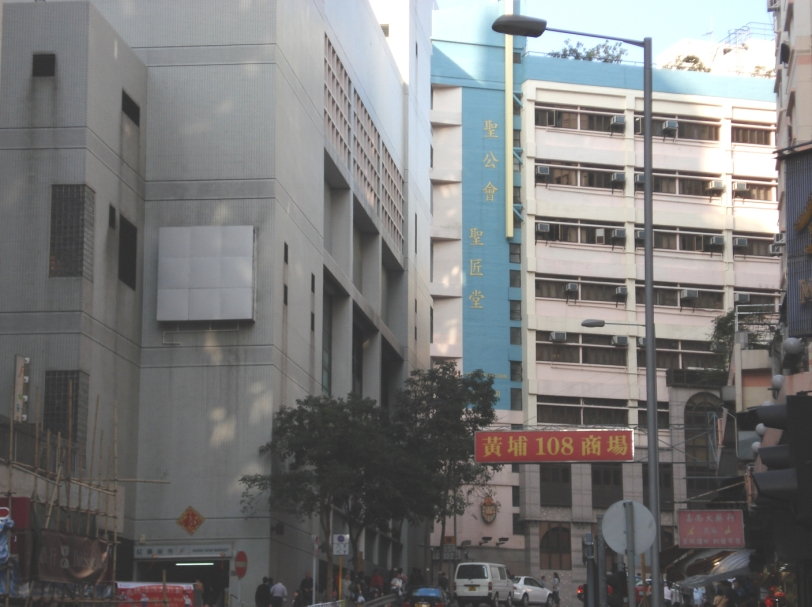
聖公會聖匠堂臨時收容本次事件的受害者。攝於2010年1月31日。

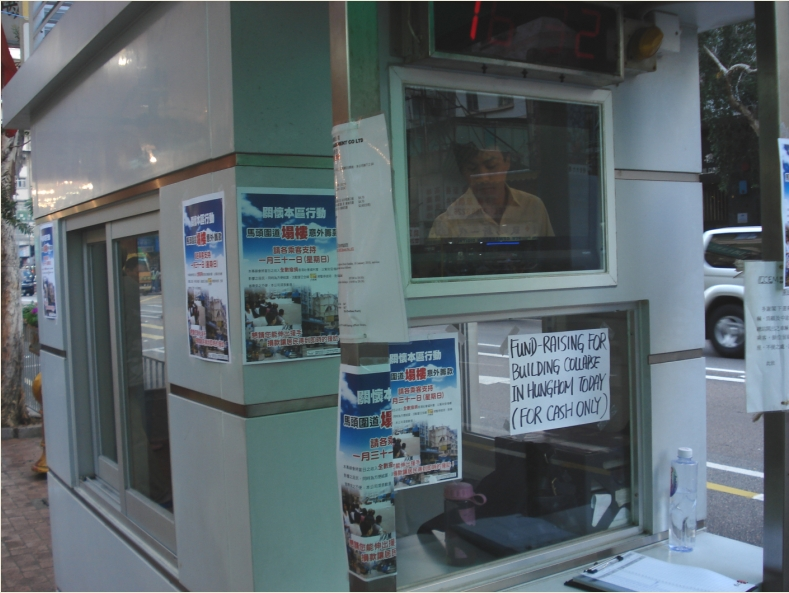
1月31日，小巴專線籌款一天，車資現金全數援助事故受害者，攝於德民街小巴站。

行政長官曾蔭權表示，塌樓事件是場災難，必須深入調查，防止再次發生類似事件。並指出，事件反映舊樓維修的重要。同時感謝附近居民協助災民，發揮社區互助精神。 
發展局局長林鄭月娥表示，已經要求屋宇署派人員巡查馬頭圍道的舊樓，並且在下星期的立法會會議討論強制驗樓細節。
屋宇署發言人表示，塌樓現場鄰近的馬頭圍道45G和45H兩幢舊樓結構上有危險，會向法庭申請封閉令。發言人又表示，署方會調查今次塌樓原因，同時已組成40支小隊，於2月1日起馬上進行全港巡查工作，檢查鄰近地區相同樓齡和結構類似的樓宇，並在稍後發出封閉令或修葺令。
消防處處長盧振雄及九龍南區消防指揮官官岳忠讚賞及肯定坍塌搜救專隊的作用。
民政事務總署透過華人慈善基金向每戶發放1,000元；樂善堂也向每個住戶發放5,000元現金支票。而有關受影響的32戶約共70名災民被政府安排入住紅磡聖公會聖匠堂社區中心或油麻地梁顯利社區中心暫住，並準備轉往新界西葵涌石籬邨中轉房屋。
特首曾蔭權、勞工及福利局長張建宗、民政事務局長曾德成及民政事務總署署長陳甘美華 曾分別到紅磡聖匠堂社區中心，探望受塌樓事故影響災民。
另外，有小巴專線舉行籌款，當天所收得的車資現金全數援助馬頭圍道事故受害者。

### 道路封閉
馬頭圍道45J號唐樓倒塌後，以下道路曾一度封閉而使不少車輛需要改道行駛：
- 馬頭圍道（庇利街至蕪湖街之間）
- 北拱街
- 機利士南路隧道
- 差館里
- 蕪湖街（通往馬頭圍道的路段）
- 佛光街
- 民裕街
- 民樂街
- 鶴園街

## 英勇表現
由於倒塌樓宇旁的45G及H號唐樓結構並不穩固，鋼筋、窗戶等搖搖欲墜，隨時有倒塌的危險，對於進行搜索及拯救的人員（特種救援隊、坍塌搜救專隊）造成極大的心理壓力和威脅。可是搜救人員仍然冒生命危險，不斷努力搜查和挖掘生還者和物件，受到香港消防處和公眾表揚。

## 負面新聞

### 中轉房屋質素參差
從傳媒向災民播出中轉房屋住所的片段看，部分單位天花剝落，內部設備簡陋，不少災民登時情緒激動，並感到不滿。有災民表示看完片段後感到十分不滿，揚言拒絕遷入，留守社區中心。

### 質疑安全
- 雖然屋宇署相鄰的45G及H號唐樓進行加固工程，但45A與B號唐樓之間出現一道裂縫，據香港中文大學建築學院林雲峰表示，45J號唐樓倒塌後，有可能會使整排唐樓傾斜。屋宇署表示經視察後認為安全，未有封樓的必要，但會密切監察。而45A號部分單位出現石屎剝落，未知是否與倒塌事故有關[44]。
- 香港專業教育學院建造工程系主任陳子明發現距離塌樓現場30米的45A與43J唐樓本應緊密相連，牆壁之間卻出現空隙。有可能出現建築學稱的『拉緊式移動』，即最旁的唐樓倒下後，其他唐樓向一邊傾斜，甚至倒塌。他指政府應做最壞打算（即全部倒塌）[45]。

### 騙取援助金
- 一名25歲男子冒充是次塌樓事故的災民，騙取民政事務署、賽馬會及樂善堂等合共發放36,000港元的援助金，結果被揭發，判囚8個月。[46]。

## 電視改編
- 香港電台於2010年播映的電視劇《火速救兵》第8集一秒之差，就以此事件為藍本改編
- 無綫電視於2012年播映的電視劇《怒火街頭2》其中一個單元亦是以上述的事件為藍本改編。
- 無綫電視於2019年播映的電視劇《白色強人》第13集其中一個單元同類事件為藍本改編。[47]
- 香港電台於2021年播映的電視劇《格外樓神》第1集，就以此事件為藍本改編
- 無綫電視於2021年播映的電視劇《換命真相》第1集其中一個單元同類事件為藍本改編。
- 無綫電視於2023年播映的電視劇《廉政狙擊》第1集其中一個單元同類事件為藍本改編。

## 外部連結
- 屋宇署 - 九龍土瓜灣馬頭圍道45號J樓宇倒塌調查報告
- 馬頭圍道唐樓倒塌事件位置（Google 地圖）
- 馬頭圍道唐樓倒塌事件位置（Google 街道圖）
- 影片： （中文）.
- 《建築物(修訂)條例》2012年強制驗樓計劃 http://www.info.gov.hk/gia/general/201206/29/P201206290429.htm （页面存档备份，存于）